# 周能
周能（?—?），字廷举，直隸顺天府昌平縣人，明朝外戚，明宪宗的外祖父。
周能祖父周得清，祖母杜氏，父亲周福山，母亲郭氏。周能的女儿周氏为明英宗贵妃，生皇子朱见深。明英宗复位，授周能锦衣卫千户，赏赐非常丰厚。周能去世，长子周寿嗣职。朱见深即位为明宪宗，周贵妃为孝肅皇太后。明宪宗擢升舅舅周寿为左府都督同知。成化三年（1467年）十一月乙亥，封周寿为庆云伯，成化四年（1468年）四月甲午追封外祖父周能庆云侯。成化十七年（1481年）十二月加追赠太傅、寧國公，諡榮靖。追封周能妻甄氏为宁国公夫人。

## 子女
- 周贵妃
- 周寿，庆云侯。贈宣國公，諡恭和
  - 周瑛，庆云侯
- 周彧，长宁伯

## 延伸阅读
[在维基数据编辑]
 《國朝獻徵錄·卷之三》，出自焦竑《國朝獻徵錄》
 《明史卷三百》，出自《明史》